# Šimonka (geomorfologický podcelek)
Šimonka nebo zastarale Prešovské vrchy je nejsevernější krajinný podcelek Slanských vrchů. Nejvyšší vrch podcelku a zároveň celých Slanských vrchů je Šimonka.

## polohopis
Nachází se přibližně mezi Prešovem a Vranovem nad Topľou. Na západě sousedí s Toryskou pahorkatinou (podcelek Košické kotliny), na jihu pokračují Slanské vrchy podcelkem Makovica, na jihovýchodě se nachází Podslanská pahorkatina (podcelek Východoslovenské pahorkatiny ) a severovýchodně navazuje Beskydské predhorie s podcelky Hanušovská pahorkatina a Záhradnianska brázda. 

## Členění
Podcelek se dělí na tři části:
- Zlatobanská kotlina
- Olšavské predhorie
- Lúčinská kotlina

## Významné vrcholy
- Šimonka - nejvyšší vrch pohoří (1092 m n. m.)
- Čierna hora (1073 m n. m.)
- Tri chotáre (1025 m n. m.)
- Krivý javor (977 m n. m.)
- Praporec (961 m n. m.)
- Dubník (874 m n. m.)

## Chráněná území
- Šimonka - národní přírodní rezervace
- Oblík - národní přírodní rezervace
- Dubová hora - přírodní rezervace
- Hermanovské skály - přírodní rezervace
- Hlinianska jelšina - přírodní rezervace
- Zámutovské skaly - přírodní rezervace
- Zámutovská jelšina - přírodní rezervace
- Pusté pole - přírodní rezervace
- Zárez Stravného potoka - přírodní památka
- Zbojnický zámok - přírodní rezervace
- Dubnicke bane - chráněný areál [2]

## Osídlení
Významné sídla zde jsou: Zlatá Baňa, Tuhrina a Červenica.